# Peter Hermann
Peter Hermann (New York, 15 augustus 1967), geboren als Karl Peter Frederic Albert Hermann, is een Amerikaans acteur.

## Biografie
Hermann heeft tot zijn tienjarige leeftijd in Duitsland gewoond met zijn ouders en ging toen terug naar de VS, waar hij heeft gestudeerd aan de Yale-universiteit in New Haven (Connecticut). Hij spreekt vloeiend Engels, Duits, Spaans en Frans. 
Hermann begon in 1997 met acteren in de televisieserie Guiding Light. Hierna heeft hij nog meerdere rollen gespeeld in films en televisieseries zoals Beautiful People (2006), United 93 (2006), Edge of Darkness (2010), Law & Order: Special Victims Unit (2002-2010) en Our Idiot Brother (2011).
Hermann is ook actief op Broadway, hij maakte in 2001 zijn debuut in het toneelstuk Judgment at Nuremberg. Hierna speelde hij nog tweemaal op Broadway, in 2007 met het toneelstuk Talk Radio en in 2011 met het toneelstuk War Horse.
Hermann is op 28 augustus 2004 getrouwd met Mariska Hargitay die hij leerde kennen op de set van de televisieserie Law & Order: Special Victims Unit; het echtpaar heeft drie kinderen.

## Filmografie

### Films
Uitgezonderd korte films.
- 2022 Goodnight Mommy - als pastoor
- 2022 13: The Musical - als Joel
- 2013 Philomena – als Pete Olsson
- 2013 Casse-tête chinois – als John
- 2013 All Is Bright – als monsieur Tremblay
- 2012 Trouble with the Curve – als Greg
- 2011 In the Family – als Dave Robey
- 2011 Too Big to Fail – als Christopher Cox
- 2011 Our Idiot Brother – als Terry
- 2010 Just Wright – als Dr. Taylor
- 2010 Edge of Darkness – als Sanderman
- 2008 Duane Incarnate – als Duane
- 2006 United 93 – als Jeremy Glick
- 2006 The Treatment – als Steve
- 2002 Swimfan – als dokter op eerste hulp

### Televisieseries
Uitgezonderd eenmalige gastrollen.
- 2012 - 2023 Blue Bloods – als Jack Boyle – 18 afl.
- 2022 Marvel's Squirrel Girl: The Unbeatable Radio Show - als Brain Drain - 6 afl.
- 2002 – 2022 Law & Order: Special Victims Unit – als Trevor Langan – 35 afl.
- 2015 – 2021 Younger – als Charles Brooks – 73 afl.
- 2011 – 2012 A Gifted Man – als Harrison Curtis – 5 afl.
- 2011 Onion SportsDome – als Scott Masters – 2 afl.
- 2008 Cashmere Mafia – als Davis Draper – 7 afl.
- 2006 Angela's Eyes – als Peter Wagner – 4 afl.
- 2006 Beautiful People – als Luke Dalton – 6 afl.
- 1999 Get Real – als David – 3 afl.
- 1997 – 1998 Guiding Light – als Dr. Michael Burke – 42 afl.

- Library of Congress Control Number: no2010103574
- Virtual International Authority File: 122105622
- WorldCat: E39PBJrCfjVbhX3VxRvkQyrg8C